# Propilamin
Propilamin (n-propilamin) je amin sa hemijskom formulom . Propilamin je slaba baza sa  vrednošću od 4.7 × 10−4.

## Priprema
Propil amin hidrohlorid se može pripremiti reakcijom 1-propil alkohola sa amonijum hloridom u vodi na visokoj temperaturi i pritisku koristeći Luisovu kiselinu kao katalizator sa feri hloridom.